# Sze (kana)
A hiragana せ, katakana セ, Hepburn-átírással: se, magyaros átírással: sze japán kana. A hiragana és a katakana is a 世 kandzsiból származik. A godzsúonban (a kanák sorrendje, kb. „ábécérend”) a 14. helyen áll. A せ Unicode kódja U+305B, a セ kódja U+30BB. A dakutennel módosított alakok (hiragana ぜ, katakana ゼ) átírása ze, kiejtése [ze].
|            | Hepburn és magyaros | Hiragana (Unicode) | Katakana    |
| ---------- | ------------------- | ------------------ | ----------- |
| Alapalak   | se sze              | せ (U+305B)        | セ (U+30BB) |
| Dakutennel | ze                  | ぜ (U+305C)        | ゼ (U+30BC) |

## Vonássorrend
|  |  |
|  |  |